# Cash (film, 2008)
Cash (též psáno jako Ca$h) je francouzský hraný film z roku 2008, který režíroval Éric Besnard podle vlastního scénáře.

## Děj
Po smrti svého bratra pařížský lupič-gentleman Cash plánuje pomstít jeho smrt. Poté, co jiným mafiánům prodá falešné eurobankovky a je jimi pronásledován, střetne se Julií, která je agentkou Europolu a již dlouho ho sleduje. Nabídne mu spolupráci, neboť při vyšetřování nepoužívá standardní metody. Společně tak chtějí napálit gangstera Maxima, kterého policie nemůže už dlouho chytit. Ten je oba najme na svou plánovanou loupež neregistrovaných diamantů v luxusním hotelu na Francouzské riviéře. Ovšem dokonale naplánovaná akce se změní ve chvíli, kdy se v hotelu objeví též gangsteři, kterým Cash podstrčil padělané eurobankovky.

## Obsazení
| Jean Dujardin     | Cash            |
| Jean Reno         | Maxime Dubreuil |
| Valeria Golinová  | Julia Molina    |
| Alice Taglioniová | Garance         |
| François Berléand | François        |
| Caroline Proust   | Léa             |
| Samir Guesmi      | Fred            |
| Cyril Couton      | Mickey          |
| Eriq Ebouaney     | Letallec        |
| Ciarán Hinds      | Barnes          |